# Distretto di Mae Ramat
Il distretto di Mae Ramat (in thailandese: แม่ระมาด) è un distretto (amphoe) della Thailandia, situato nella provincia di Tak.